# Saint-Élier
Saint-Élier è un comune francese di 451 abitanti situato nel dipartimento dell'Eure nella regione della Normandia.

## Società

### Evoluzione demografica
Abitanti censiti